# Anjou Blanka aragóniai királyné
Anjou Blanka (fr. Blanche d'Anjou, ol. Bianca d'Angió) (Nápoly, 1280 – Barcelona, 1310. október 14.) nápolyi hercegnő, házassága révén aragón és szicíliai királyné.

## Élete
Édesapja II. Károly nápolyi király, édesanyja Árpád-házi Mária magyar hercegnő, V. István magyar király és Kun Erzsébet leánya.
Blanka volt szülei második leánya. Testvérei közül Martell Károly magyar trónkövetelő, Róbert nápolyi király és Toulusei Szent Lajos püspök töltöttek be fontos szerepet. Lánytestvérei közül Eleonóra szintén szicíliai királyné, Mária mallorcai királyné lett. Blanka 1295. november 1-jén feleségül ment II. Jakab aragón királyhoz. A házasság a megbékélést szolgálta az Anjou-ház és a Barcelonai-ház között. Házasságukból tíz gyermek született:
- Jakab (1296. szeptember 29. – 1334. július) aragón trónörökös, aki 1319 folyamán lemondott jogairól és szerzetes lett
- Alfonz (1299 – 1336. január 24.) aragón trónörökös bátyja lemondása után, majd aragón király
- Mária  (1299 – 1316) Kasztíliai Péternek, los Cameros urának a felesége
- Konstancia (Valencia, 1300. április 1. – Kasztília, 1327. szeptember 19.) János Mánuel kasztíliai herceg neje
- János (1304 – Zaragoza, 1334. augusztus 19.) Toledó első érseke, alexandriai pátriárka
- Izabella (1305 – Stájerország, 1330. július 12.), férje III. (Szép) Frigyes osztrák herceg és német király
- Péter (1305 – Pisa, 1381. november 4.) Ribagorça és Prades grófja
- Blanka (1307 – Barcelona, 1348) apátnő Sixenaban
- Rajmund Berengár (1308. augusztus – Barcelona, 1366) Empúries grófja, később pap lett
- Jolán (1310. október – 1353. július 19.), első férje Fülöp tarantói herceg, majd az ő halála után Lope de Luna aragón főnemes (Luna Mária aragóniai királyné apja)

Blanka nem sokkal azután halt meg, hogy világra hozta utolsó gyermekét Jolánt. Ekkor már csak aragón királyné volt, hiszen férje 1296-ban lemondott szicíliai királyi címéről öccse, Frigyes javára, akinek a felesége Eleonóra nápolyi királyi hercegnő, Blanka királyné húga volt.